# Ain Sujna

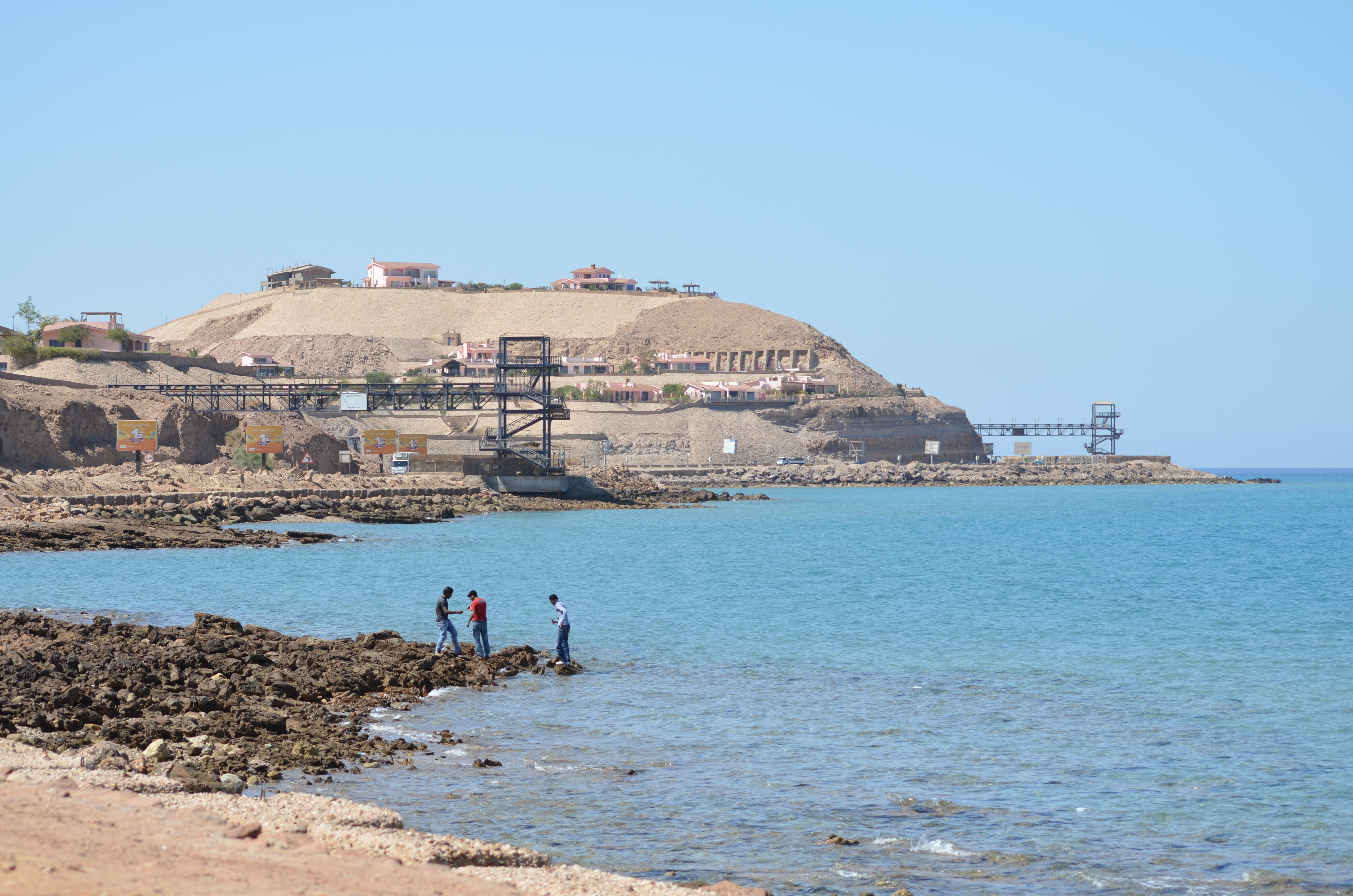
Costa de Ain Sujna.

Ain Sujna o Ayn Sujna (en árabe: العين السخنة, transliterado Al-`Ayn al-Sukhnah) es una localidad de Egipto de la gobernación de Suez situada en la costa occidental del golfo de Suez.

## Etimología
El nombre de la ciudad significa 'fuente termal' en árabe, en referencia a las aguas termales de Gabal Ataka, el pico más alto de las montañas circundantes.

## Geografía
Ain Sujna se encuentra al norte del Mar Rojo, a unos 55 kilómetros al sudoeste de Suez y aproximadamente a 120 kilómetros al este de El Cairo.

## Historia
Recientes excavaciones arqueológicas han demostrado que hubo un antiguo puerto y asentamiento egipcio faraónico en esta área. El yacimiento llamó por primera vez la atención al profesor Mahmud Abd El Raziq en 1999. Arqueólogos franceses y egipcios han estado investigando esta área desde entonces. 
Ya en el Reino Antiguo de Egipto, desde este importante puerto se organizaron expediciones marítimas por el Mar Rojo. También se encontró material similar en Uadi Maghara y en el también antiguo puerto del Mar Rojo de Uadi el-Yarf, donde se han hallado muchas inscripciones del Reino Antiguo.

## Economía
Área balnearia y turística, su entorno regional se extiende unos 60 km a lo largo de la orilla del canal de Suez, contando con numerosas playas. Es un destino popular entre los cairotas por ser la playa más cercana, disponiendo de complejos vacacionales y campos de golf.

## Clima
La clasificación climática de Köppen lo identifica como Clima desértico cálido (BWh), como en el resto de Egipto.